# ژوزپ ماریا مائوری
ژوزپ ماریا مائوری (انگلیسی: Josep Maria Mauri؛ زادهٔ ۲۱ اکتبر ۱۹۴۱) سیاست‌مدار اهل اسپانیا و یک کشیش کاتولیک است که از ۲۰ ژوئیه ۲۰۱۲ به عنوان نماینده مسیحی کاتولیک و یکی از استانداران آندورا سوگند یاد کرد و برای این منصب انتخاب شد.